# 外朗高尔辛
外朗高尔辛是冰岛南部区的市镇。市镇面积为3,194平方公里，人口数量为1,866人（2023年）。市镇内的最大聚居点为海德拉。主要经济活动为旅游业和农业。
该市镇成立于2002年6月9日，由原三个市镇合并而成。